# 道孚景天
道孚景天（学名：[Sedum glaebosum] 错误：{{Lang}}：文本有斜体标记（帮助））是景天科景天属的植物，为中国的特有植物。分布在中国大陆的西藏、青海、四川等地，生长于海拔3,500米至5,000米的地区，多生于山坡以及山谷岩石上，目前尚未由人工引种栽培。